# Markus Grill
Markus Grill (nacido el 23 de febrero de 1968 en Aalen) es un  periodista alemán. Es reportero jefe de los departamentos de investigación de NDR y WDR.

## Carrera profesional
Grill estudió Historia y Filología alemana en la Albert-Ludwigs-Universität Freiburg y en la Humboldt-Universität zu Berlin. De 1997 a 1999 fue becario en el Badische Zeitung, tras lo cual fue corresponsal en Estrasburgo. De 2003 a 2008, trabajó como reportero y Periodista de Investigación en Stern en Hamburgo, y desde 2009 en la revista de noticias Der Spiegel, incluso como corresponsal de negocios en Washington D. C. (EEUU) de 2012 a 2014. Desde junio de 2009 hasta junio de 2017  Miembro de la junta directiva de la asociación de periodistas Netzwerk Recherche. De junio de 2015 a agosto de 2017, Grill fue redactor jefe del centro de investigación Correctiv'. Desde el 1 de noviembre de 2017, trabaja en el Rechercheverbund NDR, WDR y Süddeutsche Zeitung hasta finales de 2021 como jefe de la oficina de Berlín de los departamentos de investigación de NDR y WDR, y desde 2022 como su reportero jefe. Durante la pandemia de coronavirus, analizó regularmente la situación de la infección en varios programas de ARD y comentó la situación repetidamente en «Tagesthemen».

## Percepción pública
Una serie de investigaciones de Grill le dieron a conocer a un público más amplio.
En 2005, Grill reveló el soborno de médicos en la empresa farmacéutica Ratiopharm. En 2007, destapó el cártel de la aspirina en Bayer AG (que supuso para la empresa una multa de 10 millones de euros de la Oficina Federal de Cárteles. euros), en 2008 el escándalo de vigilancia de Lidly 2009 los historiales médicos de los empleados de Lidl.
Grill atrajo la atención internacional en 2020 cuando, con la ayuda de Nils Seethaler, identificó cuatro cráneos en la colección antropológica de la Sociedad berlinesa de antropología, etnología y prehistoria, presumiblemente de origen indígena, que llegaron a Berlín en 1884 como regalo de William Osler a Rudolf Virchow y se consideraban perdidos. Con ello, desenmascaró en la prensa internacional la investigación tipológica «racial» de la antropóloga Barbara Teßmann.
Durante la pandemia de Corona, Grill y sus colegas destaparon el escándalo de las falsas cancelaciones de pruebas rápidas y el despilfarro de dinero en la adquisición de mascarillas y la construcción de camas de cuidados intensivos.

## Premios y galardones
- 1999: Premio Erich Schairer
- 2006: Dr.-Georg-Schreiber-Medienpreis
- 2006: «Manzana de Oro
- 2007: Premio Otto Brenner[15]
- 2006, 2007, 2008: Nominación al Premio Henri Nannen (al mejor trabajo de investigación)
- 2008: Periodista del año (Medium Magazin)
- 2009: Prometeo de Oro. («Mejor periodista de revista»)
- 2010: Premio Periodístico de la Red Alemana de Medicina Basada en la Evidencia (DNEbM)
- 2012: Dr.-Georg-Schreiber-Medienpreis

## Escritos
- Negocio enfermizo. Cómo nos manipula la industria farmacéutica. Rowohlt, Reinbek 2007, ISBN 978-3-498-02509-0.

Artículos en revistas (selección)
- Ratiopharm: Der Pharma-Skandal stern.de, 18 de noviembre de 2005
- Pharmalobby: Das Pharma-Duell stern.de, 21 de junio de 2006 (Adel Massaad y su lucha contra la IQWiG)
- Die Schein-Forscher] stern.de, 2 de febrero de 2007 (sobre el fraude con observaciones sobre la aplicación)
- Simpático, inteligente, muy agresivo] stern.de, 9 de diciembre de 2007 (revelación sobre Novartis)
- Alarma y falsa alarma spiegel.de, 20 de abril de 2009 (sobre las cuestionables pruebas de detección)
- Der große Schüttelfrust spiegel.de, 12 de julio de 2010 (sobre el farol de la homeopatía)
- Der Aufschneider spiegel.de, 1 de octubre de 2011 (reportaje revelador sobre el cirujano plástico Werner Mang)